# Арвијер
Арвијер (итал. Arvier) је насеље у Италији у округу Долина Аосте, региону Долина Аосте.
Према процени из 2011. у насељу је живело 738 становника. Насеље се налази на надморској висини од 752 м.

## Становништво
Према резултатима пописа становништва 2011. у општини је живело 892 становника.
| 1931. | 1936. | 1951. | 1961. | 1971. | 1981. | 1991. | 2001. | 2011. |
| ----- | ----- | ----- | ----- | ----- | ----- | ----- | ----- | ----- |
| 710   | 692   | 830   | 821   | 815   | 749   | 770   | 838   | 892   |